# Hrzín (Nový Kostel)

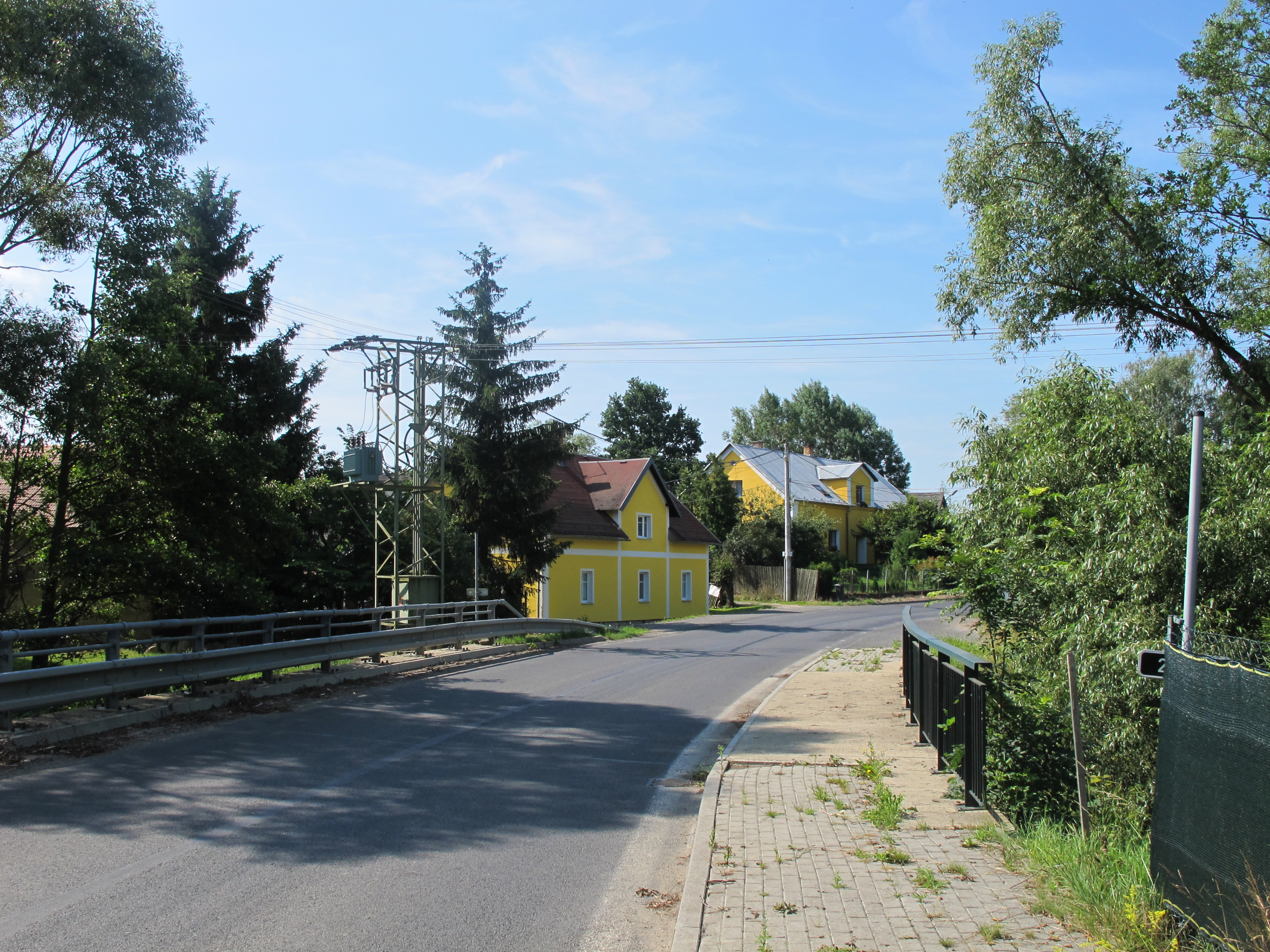
An der Durchfahrtsstraße in Hrzín

Hrzín (deutsch Hörsin) ist ein Ortsteil der Gemeinde Nový Kostel in Tschechien.

## Geschichte
Der Ort befand sich im Mittelalter kurzzeitig im Besitz der Familie von Sparneck, die auch im Schönbacher Ländchen begütert waren. Durch den Ort fließt der Fleißenbach.

### Eingemeindungen
Im Jahr 1960 wurde Hrzín nach Nový Kostel eingemeindet.

### Einwohnerentwicklung
| Jahr | Einwohnerzahl |
| ---- | ------------- |
| 1869 | 341           |
| 1880 | 317           |
| 1890 | 313           |
| 1900 | 328           |
| 1910 | 286           |

| Jahr | Einwohnerzahl |
| ---- | ------------- |
| 1921 | 290           |
| 1930 | 294           |
| 1950 | 86            |
| 1961 | 104           |
| 1970 | 99            |

| Jahr | Einwohnerzahl |
| ---- | ------------- |
| 1980 | 88            |
| 1991 | 55            |
| 2001 | 60            |
| 2011 | 51            |